# S6 (Berlijn)
De S6 is een voormalige lijn van de S-Bahn van Berlijn die actief was tussen juni 1991 en juni 2002. De lijn liep altijd naar het zuidoosten van de stad, hoewel er drie verschillende routes dit nummer hebben gedragen. De lijn is in 2002 vervangen door de lijnen S46 en S8 die nu Zuidoost-Berlijn bedienen.  

## Route
S6 is vanaf juni 1991 gestart als verbinding tussen Charlottenburg en Königs Wusterhausen. Een jaar later, in 1992, is de lijn in het westen verlengd met één station naar station Westkreuz. In 1994 werd de lijn ingekort tot een spitsservice tussen Warschauer Straße en Zeuthen, waarbij alle stations tussen Westkreuz en Warschauer Straße kwamen te vervallen. In 2002 werd de lijn opgeheven. 